# شریف پاشا

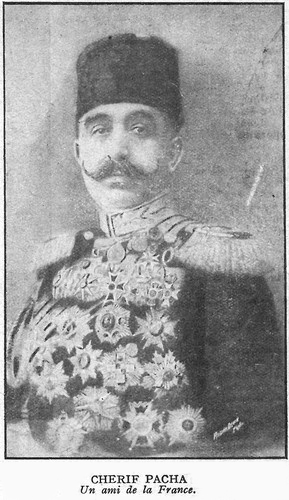
محمد شریف پاشا

محمد شریف پاشا (۱۸۶۵ در اسکودار، استانبول - ۲۲ دسامبر ۱۹۵۱ در کاتانزارو در ایتالیا)، (به کردی و ترکی: Şerif Paşa)، دیپلمات کرد اهل امپراتوری عثمانی و یکی از رهبران پیشروی ناسیونالیسم کردی بود. او پسر سعید پاشای کرد بود.
شریف پاشا سفیر عثمانی در استکهلم بود و مدت ده سال در سوئد زندگی کرد. وی پس از میرزا سعید (پزشک کرد اهل کردستان ایران که در ۱۸۹۳ به سوئد آمد،) دومین کردی است که حضورش در سوئد ثبت شده‌است. او یکی از نمایندگان در هنگام امضای معاهده سور بود.
شریف پاشا تا پیش از ۱۹۰۸ از جنبش ترک‌های جوان پشتیبانی می‌کرد و از احمد رضا رهبر جوان ترک که در پاریس بود حمایت مالی به عمل می‌آورد. وی پس از انقلاب ۱۹۰۸ به امپراتوری عثمانی بازگشت و به عنوان رهبر شعبهٔ جمعیت اتحاد و ترقی در ناحیهٔ پانگالتی از نواحی استانبول به فعالیت پرداخت. با این حال وی خیلی زود از این جمعیت جدا شد. دلایل این جدایی مورد مجادله است. به گفتهٔ شریف پاشا و هوادارانش، او نگران نقش نظامیگری در سیاست بود. اما مخالفان او معتقدند که او از این خشمگین بود که در هیئت نمایندگی لندن انتخاب نشده‌است. او بار یگر امپراتوری را ترک کرد و در تأسیس چند حزب اپوزیسیون همکاری کرد. وی همچنین یک روزنامهٔ اپوزیسیون را در پاریس با نام مشروطیت (Meşrutiyet) منتشر می‌کرد. جمعیت اتحاد و ترقی به دلیل نقش شریف پاشا در اپوزیسیون در ۱۹۱۴ دست به ترور وی زد که ناکام ماند. شریف پاشا زنده ماند و در خلال جنگ جهانی اول در مونت‌کارلو به زندگی پرداخت.
شریف پاشا در مقاله‌ای در نیویورک تایمز به تاریخ ۱۰ اکتبر ۱۹۱۵ نسل‌کشی ارمنی‌ها را محکوم کرد و اعلام کرد که دولت ترک‌های جوان مدت زیادی‌است که قصد نابودی ارمنی‌ها را دارد.
شریف پاشا پس از ۱۹۱۸ بار دیگر به دولت عثمانی پیوست، با این حال خیلی زود از جناح عثمانی جدا شده و به جمعیت تعالی کردستان (Kürdistan Teali Cemiyeti) پیوست. وی در پاریس به توافقی با نمایندگان ارمنی‌ها رسید که بر مبنای آن شرق آناتولی میان دو دولت ارمنی و کردی تقسیم می‌شد. در این توافق شهرهای وان و بتلیس در قسمت ارمنی قرار می‌گرفت و این امر سبب واکنش خصمانهٔ رهبران کرد در این شهرها شد که نمی‌خواستند بخشی از ارمنستان باشند. به دنبال آن پاریس با پیام‌های مخالفت‌آمیز از آن مناطق که توافق را محکوم می‌کرد تلگراف‌باران شد. پس از سرکوب جنبش کردی، شریف پاشا در تبعید ماند. با این حال وی در خلال جنگ جهانی دوم با سازمان‌های اطلاعاتی آلمان و بریتانیا در ارتباط قرار گرفت.